# 2159 Куккамякі
2159 Куккамякі (2159 Kukkamäki) — астероїд головного поясу, відкритий 16 жовтня 1941 року.
Тіссеранів параметр щодо Юпітера — 3,474.